# Dipartimento di Kanel
Il dipartimento di Kanel (fr. Département de Kanel) è un dipartimento del Senegal, appartenente alla regione di Matam. Il capoluogo è la città di Kanel.
Si estende nella parte orientale della regione, sulla sinistra idrografica del fiume Senegal e lungo il confine con il Mali.
Il dipartimento di Kanel comprende 3 comuni e 2 arrondissement, a loro volta suddivisi in 5 comunità rurali.
comuni:
- Kanel
- Semme
- Waounde

arrondissement:
- Orkadiere
- Sinthiou Bamambe